# Galipolski sporazum
Galipolski sporazum, sklenjen januarja ali na začetku februarja 1403, je bil mirovni sporazum, sklenjen med Sulejmanom Čelebijem, vladarjem osmanskih ozemelj na Balkanu, in glavnimi krščanskimi regionalnimi silami: Bizantinskim cesarstvom, Beneško republiko, Genovsko republiko, vitezi hospitalci in Kneževino Naksos. Sporazum je bil sklenjen po osmanskem porazu v bitki s Timur Lenkom pri Ankari leta 1402. Sulejman je v nasledstveni državljanski vojni z bratoma poskušal utrditi svoj položaj, zato je sporazum prinesel krščanskim državam, predvsem Bizantinskemu cesarstvu,  velike koncesije. Bizantinci so dobili nazaj izgubljena ozemlja in dosegli superioren položaj  nad osmanskim vladarjem. Določila sporazuma je spoštoval tudi zmagovalec v nasledstveni vojni in Sulejmanov naslednik Mehmed I. Po Mehmedovi smrti leta 1421 je sporazum propadel. 

## Ozadje
V bitki pri Ankari 26. julija 1402 je bil omanski sultan Bajazid I. poražen in ujet. Bajazidov poraz je takoj obrnil ravnotežje moči v regiji. Osmanske posesti v Anatoliji je Timur razdelil in obnovil veliko neodvisnih kneževin, ki jih je pred porazom  osvojil Bajazid. Timur se v zadeve na Balkanu ni vpletal. Bizantinska prestolnica Konstantinopel z nekaj črnomorske obale je bila zadnji ostanek Bizantinskega cesarstva, ki ga je Bajadid odrezal od Evrope. V Anatoliji je kar naenkrat nastal vakuum osmanske moči, v katerem so regionalne krščanske sile – Bizantinci, Ogri, Benečani in drugi manjši vladarji – poskušali izkoristiti osmansko nemoč in na najboljši način zavarovati svoje interese.
Najstarejši Bajazidov sin Sulejman Čelebi je pobegnil iz katastrofe pri Ankari in prišel 20. avgusta v Galipoli. Njegovi bratje so ostali v Anatoliji in poskušali v pogajanjih s Timurjem rešiti, kar bi se rešiti dalo. Sulejman je medtem prevzel oblast na osmanskem ozemlju na Balkanu (Rumelija). Njegov položaj je bil negotov, zato je z regionalnimi krščanskimi silami poskušal skleniti premirje, predvsem zato, ker se je nameraval nekega dne vrniti v Anatolijo in poraziti svoja brata. Beneški Senat je že 22. septembra razpravljal o premirju in upal, da bo v pogajanjih uspel pridobiti Galipoli. Benečani so navezali stike tudi z bizantinskim cesarjem Manuelom II. Paleologom, ki je takrat v Parizu iskal pomoč francoskega kralja. Prosili so ga, naj se vrne domov, ker je bil njegov regent Ivan VII. Paleolog simpatizer beneškega pomorskega in trgovinskega rivala Genovske republike.
Pogajanja so se kmalu začela. Sulejman je poslal svoji delegaciji v Benetke in k Manuelu II. in obljubljal velike koncesije. Manuel se je vrnil šele 9. junija 1403, zato je bil sporazum sklenjen v njegovi odsotnosti po pogajanjih, ki so trajala tri in pol meseca.
Benečani, ki so med drugim želeli izrabiti otomanski vpliv za rešitev svojega rivalstva s Florentincem Antonijem I. Acciaiolijem, ki je zasedel Atene, so na pogajanja poslali svojega najbolj izkušenega diplomata, gospodarja   Androsa Pietra Zena, in Marka Grimanija. Genova je za svojega pogajalca imenovala Jeana de Chateaumorja in predstavnike svojih vzhodnih oblastnikov.

## Določila
Sporazum je bil podpisan januarja ali na začetku februarja 1403. Ohranila se je ena sama kopija sporazuma – slab beneški prevod turškega izvirnika. Ohranil se je tudi zapis Pietra Zena o pogajanjih z Osmani, v katerem piše, da je bil sporazum podpisan v Galipoliju. Vseboval je naslednja določila:
1. Sultan Sulejman je sklenil "pravi mir" z "velikim cesarjem Grkov (Ivan VII. Paleolog), mojim očetom" in prav tako z "velikimi skupnostmi na Rodosu (malteški viteški red), Benetkami, Genovo z otokom Kios in knezom Naksosa in z vsemi ozemlji in otoki na Egejskem in Črnem morju, ki so v njihovi posesti".[10]
2. Sultan Sulejman bizantinskemu cesarju odstopa "Solun in Kalamarijo z vsemi ozemlji, ki jima pripadajo", obalo od reke Galikos do reke Paravardaro" in vse ozemlje od Paniona (na Marmarskem morju) do Mesembrije (na Črnem morju) in pokrajino Palateorija z vsemi njenimi trdnjavami. Bizantincem niso več dolžni plačevati davka in lahko svobodno gradijo trdnjave pa svojo volji.[11] Sodobnik dogodkov, bizantinski zgodovinar Dukas, ta del opisuje malo drugače. Sulejman je cesarju odstopil "pokrajine od reke Strume do Lamije, Peloponez in ozemlje okoli Konstantinopla od Paniona do Bosporja (Hieron Stomion) in vse obalne trdnjave ob črnomorski obali od Bosporja do Varne".[12] Iz zapisov je razvidno, da je Sulejman Bizantincem odstopil celo obalo od Strume do sodobne Lamie, se pravi večji del obalne Makedonije, vključno s Halkidiko, in obalo Tesalije do Maliaškega zaliva. Kako globoko na celino so segala omenjena ozemlja, je nemogoče ugotoviti.[13]
3. Sulejman je odstopil tudi "vse gradove, ki jih je cesar posedoval v Turčiji (Anatolija)". Vrnitev nekaj trdnjav na anatolski obali je potrdil bizantinski zgodovinar Laonik Halkokondil. V bizantinskih virih ni o tem nobenega podrobnega  zapisa.[14][15] Ime najmanj enega od teh gradov omenja osmanski zgodovinar Ašikpašazade, ki pravi, da je okoli leta 1419 sultan Mehmed I. ponovno osvojil bizantinske trdnjave Hereke, Gebze, Daridža, Pendik in Kartal na severni obali Nikomedijskega zaliva. Ašikpašazade omenja tudi to, da so bile trdnjave predmet spora z Bizantinci in da jih je dokončno osvojil šele sultan Mehmed II. (vladal 1444–1446, 1451–1481).[16][17]
4. Če bi Timur Lenk napadel Konstantinopel, bi ga Sulejman pomagal braniti s svojimi galejami in mornarji.[11]
5. Sulejman je vrnil tudi otoke Skopelos, Skiatos in Skiros v severnih Sporadih in jim ukinil plačevanja davka.[18]
6. Vsem meščanom Konstantinopla, se pravi državljanom Bizantinskega cesarstva, je bila dovoljena neovirana vrnitev na njihove domove.[18]
7. Vsi sodni spori iz časa Sulejmanovega očeta (Bajazid I.) in starega očeta (Murat I.) so bili zavrnjeni. Izjema so bile terjatve med posamezniki.[18]
8. Srbskemu vladarju Stefanu Lazareviću je bilo dovoljeno obdržati njegova ozemlja pod pogojem, da izpolnjuje obveznosti, ki jih je sklenil z Bajazidom I., se pravi da plačuje davek in zagotoviti vojaško pomoč.[18]
9. Vsi frankovski, beneški, genovski, rodoški in grški trgovci so lahko prosto trgovali na vseh ozemljih, ki jih je takrat ali jih bo v prihodnosti posedoval Sulejman. Njihove dajatve bodo ostale take, "kakršne so bile pred tem".[18]
10. Če bi trgovec storil kaznivo dejanje, ne sme biti kaznovan noben drug trgovec, razen storilca.
11. Če bi se na Sulejmanovem ozemlju zgodil brodolom, bi sultan vrnil blago in potnike.[18]
12. Vsa pristanišča pod Sulejmanovim nadzorom bi bila odprta za krščanske trgovce, ki bi lahko brez omejitev izvažali žito. Davek za vsak konstantinopelski mernik žita (mozo) je bil določen na en hiperpiron.[18]
13. Nobeni  Sulejmanovi ladji ni bil dovoljen prehod skozi Dardanele brez dovoljenja bizantinskega cesarja in Krščanske zveze.[18]
14. Vsi bizantinski ujetniki v Sulejmanovem ujetništvu in njim podrejeni gospodje so se morali osvoboditi.[19]
15. Vsi genovski ujetniki v Sulejmanovem ujetništvu in njim podrejeni gospodje so se morali osvoboditi.[20]
16. Vsi genovski sužnji, ki so pobegnili na osmansko ozemlje, se morajo vrniti. Vsi muslimani, ki so bili v genovskem ujetništvu po Timurjevem napadu, se morajo osvoboditi.[20]
17. Petindvajset zapornikov s Kiosa (genovska kolonija) se mora osvoboditi.[20]
18. Genovske kolonije v Črnem morju so bile oproščene plačevanja davkov Osmanskemu cesarstvu. [20]
19. Davek 500 dukatov, ki ga je Kios plačeval osmanskemu guvernerju v Alto Luogu  (Ayasoluk), se preneha plačevati. [20]
20. Vsa ozemlja, trdnjave, bivališča in vse drugo, kar je bilo odvzeto Benečanom, se jim vrne. Atene se vrnejo pod njihovo oblast.[20] To določilo nikoli ni bilo izpolnjeno. Vladar Aten je ostal Antonio I. Acciaioli.[21][22]
21. Benečani so dobili pet milj širok pas ozemlja na grški celini nasproti otoka Evbeja, ki je bil v beneški posesti. Soline in pristanišča na tem ozemlju so obdržali Osmani. Benečani so lahko kaznovali vse, ki so pripeljali žito z osmanskega ozemlja in niso plačali carine.[20]
22. Sulejman je privolil, da ne bo povečal davkov Bodoniškemu markizatu, čeprav je bil pod njegovo oblastjo in je markiz rovaril proti Osmanom v Tesaliji.[7][20]
23. Sužnji z obeh strani, pobegli na nasprotnikovo ozemlje, se bodo vrnili lastnikom.[20]
24. Davek 200 dukatov, ki ga je plačeval Naksos, se ukine.[20]
25. Sulejman mora vrniti 500 beneških zapornikov v zameno za osvoboditev osmanskih zapornikov v beneških zaporih.[20]
26. Davek 500 dukatov, ki ga je dotlej plačevala genovska kolinija Nova Fokida, se ukine.[20]
27. Morejski despot Teodor I. Paleolog mora ratificirati prenos Salonske grofije na malteške viteze.[20][23]

## Pomen in posledice
Sporazum (ali drug sporazum s podobnimi določili) je bil ponovno ratificiran po vrnitvi cesarja Manuela II. z Zahoda konec leta 1403. V Osmanskem cesarstvu je bil sporazum zelo nepriljubljen zaradi koncesij, danih za zavarovanje zaledja med osmansko državljansko vojno, ki se je končala s Sulejmanovo odstavitvijo in usmrtitvijo leta 1411. Nasprotovanja močnih osmanskih obmejnih vojskovodij (uç beyliği), na primer Evrenos Bega, so povzročila vsaj eno večjo opustitev določil sporazuma: Galipoli je ostal v osmanskih rokah in s tem preprečil poslabšanje izjemno neugodnega položaja, ki je bil posledica osmanskega poraza v savojski križarski vojni leta 1366 in začasni delitvi ozemelj v Evropi in Anatoliji.
Osmanski poraz v bitki pri Ankari je povzročil izjemne spremembe v Bizantinskem cesarstvu: tributarni osmanski vazal na robu izumrtja  je pridobil določeno prednost pred Osmani in jo uspel s spretno diplomacijo in menjavanjem podpore različnim rivalskim osmanskim emirjem obdržati več let. Sulejmana je brat Musa leta 1411 odstavil in ubil in osvojil večino ozemelj v Makedoniji, Tesaliji in Trakiji, ki jih je Sulejman odstopil Bizantincem. Muso je leta 1413 porazil brat Mehmed in končal osmansko državljansko vojno. Novi sultan je na novo potrdil določbe Galipolskega sporazuma in jih spoštoval do svoje smrti leta 1421.
Po prihodu Murata II. na osmanski prestol in Manuelovega sina Ivana VIII. Paleologa na bizantinskega se je osmansko-bizantinsko prijateljstvo končalo. Murat je leta 1422 nekaj časa oblegal Konstantinopel in začel dolgo blokado Soluna, s katero je prisilil Bizantince, da so leta 1423 Solun predali Benečanom. Februarja 1424 je bil sklenjen nov sporazum, s katerim so Bizantinci izgubili večino pridobitev iz Galipolskega sporazuma. Njihovo cesarstvo se je ponovno spremenilo v tributarnega vazala.
Na beneški strani se je po Sulejmanovi vključitvi v dogajanja v Anatoliji stanje še poslabšalo. Lokalni obmejni vojskovodje so dobili proste roke, Benetke pa so se zapletle  v ekspanzijsko vojno z Balšo III., krščanskim osmanskim vazalom na zahodnem Balkanu. Benetke so v letih 1406-1409 poslale k Sulejmanu več delegacij, vendar brez večjega uspeha. Benečeni so se pogajali neposredno s skopskim pašo Yiğit Begom in samim Sulejmanom. Beneški ambasador Francesco Giustinian je kljub temu uspel leta 1409 s Sulejmanom skleniti sporazum. Po Sulejmanovi odstavitvi je septembra 1411 v Selimbriji sklenil  podoben sporazum z njegovim bratom in naslednikom Muso Čelebijem.